# Душан Цветковић
Не мешати са Душан Ђ. Цветковић
Душан Цветковић (1924) је био југословенски и српски фудбалер.

## Каријера
Играо је на позицији голмана. У каријери је наступао за ОФК Београд и до краја каријере је играо за тим са Карабурме. Са клубом је два пута освојио Куп Југославије (1953, 1955), а једном био и вицешампион Првенства Југославије (1955).
Цветковић је 1952. године био у саставу олимпијске репрезентације Југославије, са којом је освојио сребрну медаљу на Летњим олимпијским играма у Хелсинкију, био је резерва Владимиру Беари. За А репрезентацију Југославије није играо ниједну утакмицу.

## Успеси
- Куп Југославије

ОФК Београд: 1953, 1955.